# Трансплантація матки
Пересадка (трансплантація) матки — гінекологічна операція, при якій здорова матка трансплантується в організм жінки, у якої матка відсутня (при аплазії) або має патологію розвитку. Також можлива пересадка матки при трансгендерності. Відсутність або патологія матки роблять неможливим звичайне статеве розмноження або імплантацію ембріону — закріплення зародка (бластоцисти) ссавців у слизовій оболонці матки через утворення плаценти, фактично жінка стає безплідною. Пересадка матки — потенційне лікування даного безпліддя, альтернатива сурогатному материнству.

## Історія

### Перша пересадка матки
Перша пересадка матки здійснена 1931 року в Німеччині та була зроблена Лілі Ельбе, транссексуалу, уродженому чоловікові в Данії, чоловіку художниці Герди Вегенер. Лілі Ельбе померла через три місяці після останньої з п'яти операцій по пересадці матки через відторгнення органу..

### Перша пересадка матки від живої донорки
В квітні 2000 року в Саудівській Аравії була здійснена перша пересадка матки, яку взяли при гістеректомії у живої донорки. Через згортання крові матка була видалена через 99 днів. Звіт про операцію був опублікований в березні 2002 року в журналі International Journal of Gynaecology & Obstetrics.

### Успішна пересадка матки в Туреччині
9 серпня 2011 року турецькими вченими під керівництвом професора Омера Озкана в університетському шпиталі Акденіз в Анталії вдалося успішно пересадити матку від померлої донорки. В квітні 2013 року було здійснено штучне запліднення і Дерія Серт завагітніла. На восьмому тижні вагітності жінці зробили аборт.

### Перша успішна вагітність
В 1999 році на кафедрі акушерства та гінекології в Гетеборзькому університеті почалась підготовка до пересадки матки. В серпні 2002 року вчені опублікували в часописі Journal of Endocrinology звіт про успішну вагітність у лабораторних мишей з пересадженими матками. В 2007 році вчені показали звіт на Міжнародному симпозіумі з пересадки матки в Гетеборзі про успішну вагітність у овець після аутотрансплантації матки. 2010 року вчені в Сальгренському університетському шпиталі у Гетеборзі провели аллотрансплантацію маток щурам з успішною вагітністю та отриманням здорових нащадків.
У вересні 2012 року вперше в світі вчені провели трансплантацію матки від матері до дочки двом жінкам. Всього командою під керівництвом професора Матса Бренстрьома було проведено дев'ять успішних операцій з пересадки матки від близьких родичок. У вересні 2014 року народилося перше немовля, народжене жінкою після трансплантації донорської матки та штучного запліднення. Хлопчика народила безплідна з народження через мюлерову аплазію (відсутність матки) жінка, якій 2013 року пересадили матку від 61-річної донорки, подруги родини. У жовтні 2014 року було опубліковано звіт про результати експерименту в британському медичному науковому часописі The Lancet.